# Distretto di San Mateo de Otao
Il distretto di San Mateo de Otao è uno dei trentadue distretti della provincia di Huarochirí, in Perù. Si trova nella regione di Lima e si estende su una superficie di 123,91 chilometri quadrati.
Istituito il 7 novembre 1944, ha per capitale la città di San Juan de Lanca.